# Calamagrostis emodensis
Calamagrostis emodensis är en gräsart som beskrevs av August Heinrich Rudolf Grisebach. Calamagrostis emodensis ingår i släktet rör, och familjen gräs. Inga underarter finns listade i Catalogue of Life.